# جوني شامبرز
جوني شامبرز (بالإنجليزية: Johnnie Chambers)‏ هو لاعب كرة قاعدة أمريكي، ولد في 10 سبتمبر 1911 في كوبرهيل في الولايات المتحدة، وتوفي في 11 مايو 1977 في بالاتكا في الولايات المتحدة.

## وصلات خارجية
- جوني شامبرز على موقع دوري كرة القاعدة الرئيسي (الإنجليزية)
- جوني شامبرز على موقعبيزبول رفرنس.كوم (الدوري الرئيسي) (الإنجليزية)
- جوني شامبرز على موقعبيزبول رفرنس.كوم (الدوري الثانوي) (الإنجليزية)